# GAUSS (Software)
GAUSS ist ein kommerzielles Mathematik- und Statistiksystem zur Programmierentwicklung und dient vor allem der Lösung numerischer Probleme in den Bereichen Statistik, Ökonometrie, Zeitreihen, Optimierung sowie 2D- und 3D-Visualisierung. Wie auch Matlab handelt es sich um eine Programmiersprache zur Berechnung komplexer Matrizenoperationen. Diese Operationen werden durch interne Programmbibliotheken und mehr als 400 implementierte Funktionen erleichtert. Ebenso können C- und Fortran-Programmcodes importiert werden.
Die erste Version erschien 1984. Ursprünglich wurde das Programm für MS-DOS entwickelt, wurde dann aber auch für GNU/Linux, Sun SPARC und Windows verfügbar gemacht.
Eine eingeschränkte Version ist als GAUSS Light für Studenten verfügbar.